# Еджегаєгу Дібаба
Еджегаєгу Дібаба  (амх. አጀጋየሁ ዲባባ, 25 червня 1982) — ефіопська легкоатлетка, олімпійська медалістка. Рідна сестра Тірунеш Дібаби та Гензебе Дібаби, двоюрідна сестра Дерарту Тулу.

## Виступи на Олімпіадах
| Олімпіада  | Дисципліна           | Місце |
| ---------- | -------------------- | ----- |
| Афіни 2004 | біг на 10 000 метрів | 2     |
| Пекін 2008 | біг на 10 000 метрів | 14    |